# Alexandra Chando
Alexandra Chando (Bethlehem, Pennsylvania, 28 juli 1986) is een Amerikaanse actrice.
Ze is bekend geworden door haar rol als Maddie Coleman in de soapserie As the World Turns. Ze begon met die serie op 28 juli 2005 en haar laatste aflevering in Amerika was op 28 juli 2007.
Vanaf 15 augustus 2011 is ze te zien in The Lying Game, een serie die wordt uitgezonden op ABC Family. Hierin speelt Alexandra Emma en Sutton, een tweeling die op zoek is naar hun biologische moeder.